# Коледна ваканция
„Коледна ваканция“ (на английски: National Lampoon's Christmas Vacation) е американска коледна комедия от 1989 г., третата част на филмовата поредица „Ваканция“ от списание National Lampoon. Режисьор е Джеремая Чечик, сценарист и копродуцент е Джон Хюс. Участват Чеви Чейс, Бевърли Д'Анджело, Ранди Куейд, Мириам Флин, Уилям Хики, Мей Куестел (в своята последна филмова роля преди смъртта си през 1998 г.), Даян Лад, Джон Рандолф, Е. Г. Маршал, Дорис Робъртс, Джулиет Люис и Джони Галеки.